# Pistocythereis subovata
Pistocythereis subovata is een mosselkreeftjessoort uit de familie van de Trachyleberididae. De wetenschappelijke naam van de soort is voor het eerst geldig gepubliceerd in 1983 door Gou in Gou, Zheng & Huang.